# Bahama's op de Olympische Zomerspelen 1960
De Bahama's nam deel aan de Olympische Zomerspelen 1960 in Rome, Italië. In tegenstelling tot vier jaar eerder werd geen medaille behaald.

## Deelnemers

### Atletiek
| Olympiër     | Discipline | Resultaat | Prestatie                                                                |
| ------------ | ---------- | --------- | ------------------------------------------------------------------------ |
| Tom Robinson | 100m (m)   | 8e        | serie 5: 1e in 10,5 kwartfinale 1: 2e in 10,6 halve finale 1: 5e in 10,5 |
| Tom Robinson | 200m (m)   | 11e       | serie 7: 2e in 21,4 kwartfinale 1: 3e in 21,2 halve finale 1: 5e in 21,5 |
| Hugh Bullard | 400m (m)   | 50e       | serie 3: 6e in 51,1                                                      |

### Zeilen
| Olympiër                                  | Discipline      | Resultaat | Prestatie                            |
| ----------------------------------------- | --------------- | --------- | ------------------------------------ |
| Kenneth Albury                            | finn            | 8e        | 5092 punten: (12-29-11-5-1-7-13)     |
| Godfrey Lightbourn Sigmund Pritchard      | flying dutchman | 25e       | 1499 punten: (15-DNF-25-22-26-22-24) |
| Durward Knowles Sloan Farrington          | star            | 6e        | 5282 punten: (11-1-3-14-11-3-6)      |
| Godfrey Kelly Maurice Kelly Percy Knowles | dragon          | 18e       | 2159 punten: (18-21-17-17-8-13-20)   |
| Basil Kelly Roy Ramsay Bobby Symonette    | 5,5 meter       | 8e        | 3024 punten: (7-13-11-15-6-2-15)     |

Afghanistan · Argentinië · Australië · Bahama's · België · Bermuda · Birma · Brazilië · Brits-Guiana · Bulgarije · Canada · Ceylon · Chili · Colombia · Cuba · Denemarken · Duits eenheidsteam · Ethiopië · Fiji · Filipijnen · Finland · Frankrijk · Ghana · Griekenland · Groot-Brittannië · Haïti · Hongarije · Hongkong · Ierland · IJsland · India · Indonesië · Irak · Iran · Israël · Italië · Japan · Joegoslavië · Kenia · Libanon · Liberia · Liechtenstein · Luxemburg · Malakka · Malta · Marokko · Mexico · Monaco · Nederland · Nederlandse Antillen · Nieuw-Zeeland · Nigeria · Noorwegen · Oeganda · Oostenrijk · Pakistan · Panama · Peru · Polen · Portugal · Puerto Rico · Roemenië · San Marino · Singapore · Soedan · Sovjet-Unie · Spanje · Suriname · Taiwan · Thailand · Tsjecho-Slowakije · Tunesië · Turkije · Uruguay · Venezuela · Verenigde Arabische Republiek · Verenigde Staten · Vietnam · West-Indische Federatie · Zuid-Afrika · Zuid-Korea · Zuid-Rhodesië · Zweden · Zwitserland